# Уэстморленд (графство, Англия)
Уэстморленд (англ. Westmorland) — бывшее графство в Великобритании, в Англии, главным образом в Камберлендских горах, на полуострове Камберленд.
Площадь 2 тысячи км². Население 72,7 тыс. чел. (1971). Главный город Кендал (англ.). Преимущественно сельскохозяйственный район. Овцеводство (на естественных пастбищах). По новому административному делению 1973—1975 территория Уэстморленд вошла в состав графства Камбрия.